# Sân bay quốc tế Mundo Maya

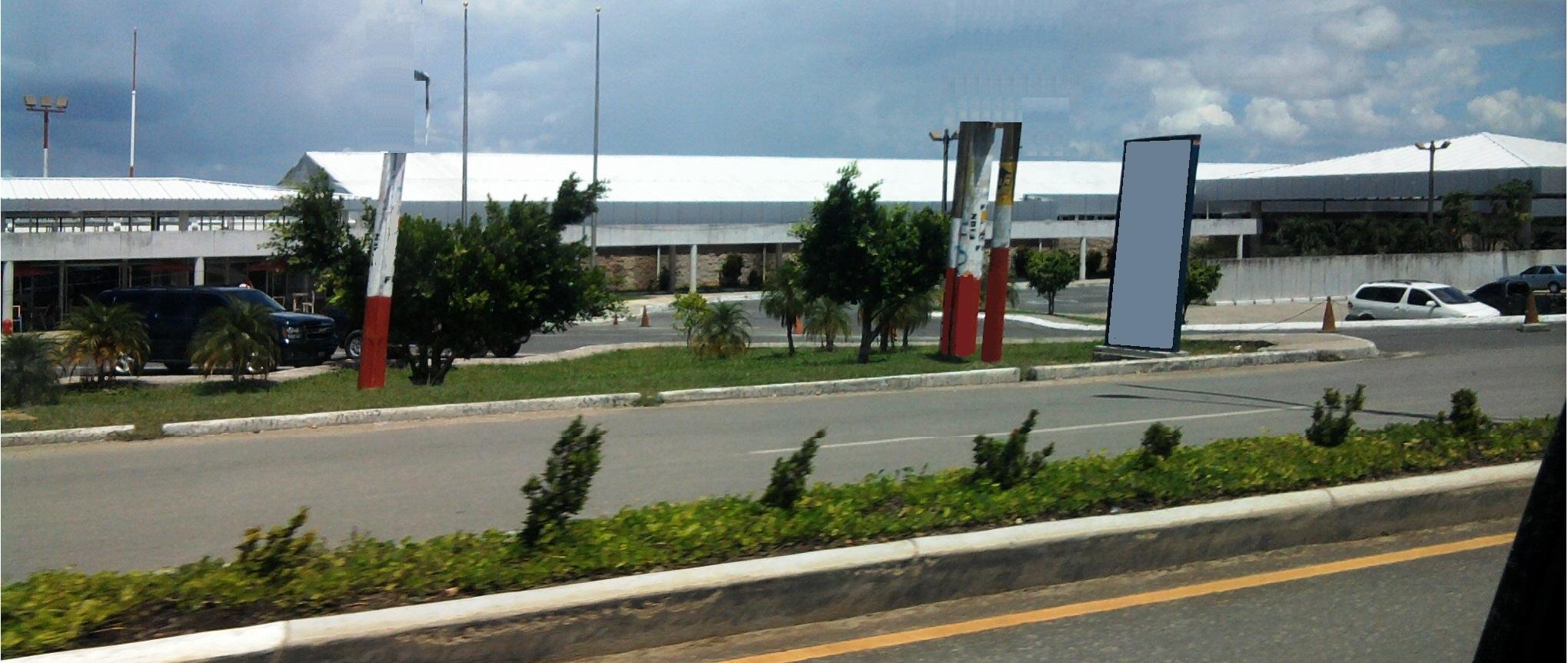
Sân bay quốc tế Mundo Maya

Sân bay quốc tế Mundo Maya (IATA: FRS, ICAO: MGTK), cũng gọi là Sân bay quốc tế Flores, là một sân bay quốc tế ở ngoại ô Santa Elena, ở thành phố Flores, Guatemala. Đây là sân bay phục vụ các khu vực Flores, Santa Elena, và San Benito, cũng như các địa điểm Maya như Tikal hoặc Yaxhá.

## Các hãng hàng không
- TACA (Cancún, Thành phố Guatemala)
- Transportes Aereos Guatemaltecos (Thành phố Guatemala)

## Các hãng và tuyến điểm trước đây
- Tikal Jets Airlines (Thành phố Guatemala, Cancun, Thành phố Belize)
- Aviateca (Guatemala City, Cancun, Merida)
- Continental Airlines vận hành bởi Continental Express (Houston-Intercontinental)
- Mayan World Airlines (Guatemala City, Cancun)
- Aerocaribe (Cancun)
- Aeroquetzal (Guatemala City, Cancun)
- Aerovias (Guatemala City, Cancun, Belize City)
- Inter-Taca (Guatemala City, Puerto Barrios, San Salvador)
- Tropic Air (Belize City) dừng [1]
- Maya Airways (Belize City) dừng [1]